# Claude Roire
Claude Roire (né le 20 mai 1939 et mort le 15 juillet 2025) est un journaliste français.
Il est le fils de Jean Roire, ancien de Radio Alger.
Adhérent de l'Union des étudiants communistes (UEC), il participe au journal Libération dans les années 1950. Il entre comme journaliste au Canard enchaîné en avril 1976. Il lance l'affaire Boulin par un article dans ce journal le 25 octobre 1979, et l'affaire Chaumet en 1987. Dans les années 1990, il révèle les salaires de Jacques Calvet, affaire qui donnera lieu à d'interminables procès et se terminera par une condamnation de la France par la Cour européenne des droits de l'homme. Il est spécialisé dans les questions économiques.
Il prend sa retraite en avril 2008.
Claude Roire meurt le 15 juillet 2025 à l'âge de 86 ans,.